# Никол, Джимми
Джордж Джеймс (Джимми) Никол (англ. James George "Jimmy"/"Jimmie" Nicol; род. 3 августа 1939, Лондон, Англия) — британский барабанщик, известный тем, что ненадолго подменил Ринго Старра в The Beatles в ряде концертов, проводившихся в самый разгар битломании в 1964 году.

## Ранняя карьера
Джимми Никол начал свою карьеру барабанщика с Boosey & Hawkes. Первым профессиональным опытом Никола в качестве ударника стала работа с малопопулярной группой Colin Hicks & The Cabin Boys в 1957 году. Они стали популярны в Италии. В начале шестидесятых годов Никол продолжил работать с такими музыкантами как Оскар Рабин и Кирилл Стэплтон.
Некоторое время он был членом шведской группы The Spotnicks, потом Georgie Fame and the Blue Flames, и затем сформировал свою собственную группу The Shubdubs.

## Работа с The Beatles
В июне 1964 года Битлз должны были совершить турне по Скандинавии, Голландии, Дальнему Востоку и Австралии. 3 июня, за день до начала турне, Ринго простудился и с температурой 38,9 °C и воспалёнными миндалинами был срочно отправлен в больницу.
На время датского и голландского концертов оставшегося в Лондоне Ринго заменил 24-летний сессионный барабанщик Джимми Никол. Продюсер Битлз Джордж Мартин предложил участникам группы Джимми, потому что он недавно записывался на лейбле EMI с Томми Куикли, а также недавно познакомился с членами Битлз, играя на одной из сессий записи для альбома, названного Beatlemania.
Сначала Джордж Харрисон не хотел, чтобы кто-либо заменял Ринго и отказался отправляться в тур без него, но Брайан Эпстайн и Джордж Мартин убедили его. Брайан полагал, что это был неплохой выбор, так как он считал, что Джимми «был похож на Битла, а не что-то инородное».
Во время турне, каждый раз, когда кто-нибудь из Битлз спрашивал Джимми, как у него дела, он всё время отвечал: «Всё лучше и лучше». Все над ним обычно посмеивались, а позже, в 1967 году, это вдохновило Пола Маккартни сочинить песню, названную «Getting Better», вошедшую в альбом Sgt. Pepper’s Lonely Hearts Club Band.
Ринго вышел из больницы 11 июня и присоединился к группе в Мельбурне 15 июня 1964 года.
За замещение Ринго во время этого тура Джимми получил £500 и золотые часы с гравировкой: «Джимми — с уважением и благодарностью — от Битлз и Брайана Эпштейна».
По возвращении Джимми его группа The Shubdubs выпустила сингл Husky/Don’t Come Back, но он не попал в чарты. Чуть позже The Shubdubs распались, после чего Джимми перебрался в Южную Америку. Затем он какое-то время жил в Австралии.
Джимми вспоминал о присоединении к Битлз: «Ребята были очень любезны, но я чувствовал себя несколько скованно. Они приняли меня, но невозможно просто так войти в такую группу, как эта, — у них собственная атмосфера, собственное чувство юмора. Это небольшая клика, и посторонние не могут просто так сюда вломиться».
Позднее Джимми сказал о Битлз: «У меня была группа, и Брайан однажды поместил нас на одной афише с The Beatles и The Formost. За кулисами мы с удовольствием поболтали, так как давно не видели друг друга. Они были приятны».

## Поздняя карьера
После его участия в The Beatles Никол вернулся в The Shubdubs, вновь называющих себя «Jimmy Nicol and the Shubdubs». Jimmy Nicol & the Shubdubs выпустили синглы «Husky» / «Don’t Come Back», а затем «Humpty Dumpty» / «Night Train», но ни один из них не имел коммерческого успеха.
Затем Никол был второй раз приглашён в группу в качестве сессионного барабанщика, на этот раз это была группа Dave Clark Five, когда её ударник Дэйв Кларк заболел. Никол заменял его на концертах в Блэкпуле и Ланкашире. Позже его судьба с The Beatles пересеклась ещё раз, когда его группа выступала с The Beatles в июле 1964 года.
В 1965 году Никол объявил о своем банкротстве с задолженностью в £ 4066, всего через девять месяцев после того, как он играл с The Beatles.
Позднее в том же году он присоединился к успешной шведской группе The Spotnicks, с которой Никол два раза отправлялся на мировое турне.
Он покинул The Spotnicks в 1967 году, проводя время в Мексике, изучая ритмы самбы и босса-новы. В 1975 году Никол вернулся в Англию и работал там в сфере недвижимости.
В 1988 году ходили слухи, что Никол умер, но в 2005 году Daily Mail подтвердила, что он ещё жив и живёт затворником в Лондоне.
Позже тот же источник писал, что в 2013 году Никол со своей супругой переехал в Мексику и продолжал жить там в 2017 году, не поддерживая никаких контактов с семьёй и друзьями.